# Forges-les-Eaux
Forges-les-Eaux es una comuna nueva francesa situada en el departamento de Sena Marítimo, de la región de Normandía.

## Historia
Fue creada el 1 de enero de 2016, en aplicación de una resolución del prefecto de Sena Marítimo de 5 de noviembre de 2015 con la unión de las comunas de Forges-les-Eaux y Le Fossé, pasando a estar el ayuntamiento en la antigua comuna de Forges-les-Eaux.

## Demografía
| Gráfica de evolución demográfica de Forges-les-Eaux entre 1800 y 2014 |
|                                                                       |

Los datos entre 1800 y 2014 son el resultado de sumar los parciales de las dos comunas que forman la nueva comuna de Forges-les-Eaux, cuyos datos se han cogido de 1800 a 1999, para las comunas de Forges-les-Eaux y Le Fossé de la página francesa EHESS/Cassini. Los demás datos se han cogido de la página del INSEE.

## Composición
| Comuna delegada | Código INSEE | Población (2013) | Superficie (km²) | Densidad (hab./km²) |
| --------------- | ------------ | ---------------- | ---------------- | ------------------- |
| Forges-les-Eaux | 76276        | 4255             | 5.22             | 815                 |
| Le Fossé        | 76277        | 497              | 10.11            | 49                  |